# Fernmeldeturm Heide
Der Fernmeldeturm Heide ist ein Fernmeldeturm der Deutschen Telekom AG in Stahlbetonbauweise in Heide im Kreis Dithmarschen in Schleswig-Holstein. Der als Typenturm vom Typ FMT 13 ausgeführte Turm ist mit 158 Metern Gesamthöhe das höchste Bauwerk in Heide. 

## Frequenzen und Programme

### Analoger Hörfunk (UKW)
| Frequenz (MHz) | Programm               | RDS PS   | RDS PI | Regionalisierung | ERP (kW) | Antennen- diagramm rund (ND) / gerichtet (D) | Polarisation horizontal (H) / vertikal (V) |
| -------------- | ---------------------- | -------- | ------ | ---------------- | -------- | -------------------------------------------- | ------------------------------------------ |
| 92,2           | Deutschlandfunk Kultur | Dlf_Kult | D220   | –                | 0,1      |                                              | H                                          |
| 96,9           | Radio BOB!             | RADIOBOB | D3EA   | Nord/West        | 0,3      |                                              | H                                          |
| 105,2          | Westküste FM           | Westk_FM |        | –                | 0,05     |                                              | H                                          |